# Comuna Voskresenka, Burîn
Voskresenka (în ucraineană Воскресенка) este o comună în raionul Burîn, regiunea Sumî, Ucraina, formată din satele Viktorînivka și Voskresenka (reședința).

## Demografie
Componența lingvistică a comunei Voskresenka
     Ucraineană (99,05%)
     Alte limbi (0,95%)
Conform recensământului din 2001, majoritatea populației comunei Voskresenka era vorbitoare de ucraineană (99,05%), existând în minoritate și vorbitori de alte limbi.